# Jagdgeschwader 25
La Jagdgeschwader 25  (JG 25) (25e escadre de chasse), est une unité de chasseurs de lutte en haute altitude de la Luftwaffe pendant la Seconde Guerre mondiale.

## Opérations
Active en 1943, l'unité était affectée aux missions d'interception des appareils anglais Mosquito. Surnommé la "merveille en bois" par les Britanniques, ce chasseurs bimoteur volait tellement haut et tellement vite que rien dans l'arsenal allemand ne pouvait l'intercepter. La Luftwaffe équipa donc des chasseurs Messerschmitt Bf 109G avec des moteurs boostés au maximum. Mais ce fut peine perdu et seul une poignée de victoires furent revendiquées, dont une pour son commandement Herbert Ihlefeld . Après quelques mois d'existence, l'escadre fut dissoute. Du fait qu'elle ne comporta qu'un seul groupe, l'appellation de la JG 25 fut le plus souvent JGr. 25 (Jagdgruppe 25).

## Organisation

### I. Gruppe
Formé le 21 juillet 1943 à Gardelegen et Berlin-Staaken Wiesbaden-Erbenheim, en tant que Jagdgruppe Nord der ObdL, une unité de chasseur haute altitude (anti-Mosquito).

Le 15 août 1943, il devient JG 25 avec :
- Stab/JG 25 à partir du Stab/JGr.Nord der ObdL
- 1./JG 25 à partir du 1./JGr.Nord der ObdL
- 2./JG 25 à partir du 2./JGr.Nord der ObdL
- 3./JG 25 à partir du 3./JGr.Nord der ObdL

Le I./JG 25 est dissous en décembre 1943. 
Gruppenkommandeure (Commandant de groupe) :
| Début        | Fin          | Grade          | Nom              |
| ------------ | ------------ | -------------- | ---------------- |
| Juillet 1943 | Octobre 1943 | Oberstleutnant | Herbert Ihlefeld |